# Toktoguł Satyłganow

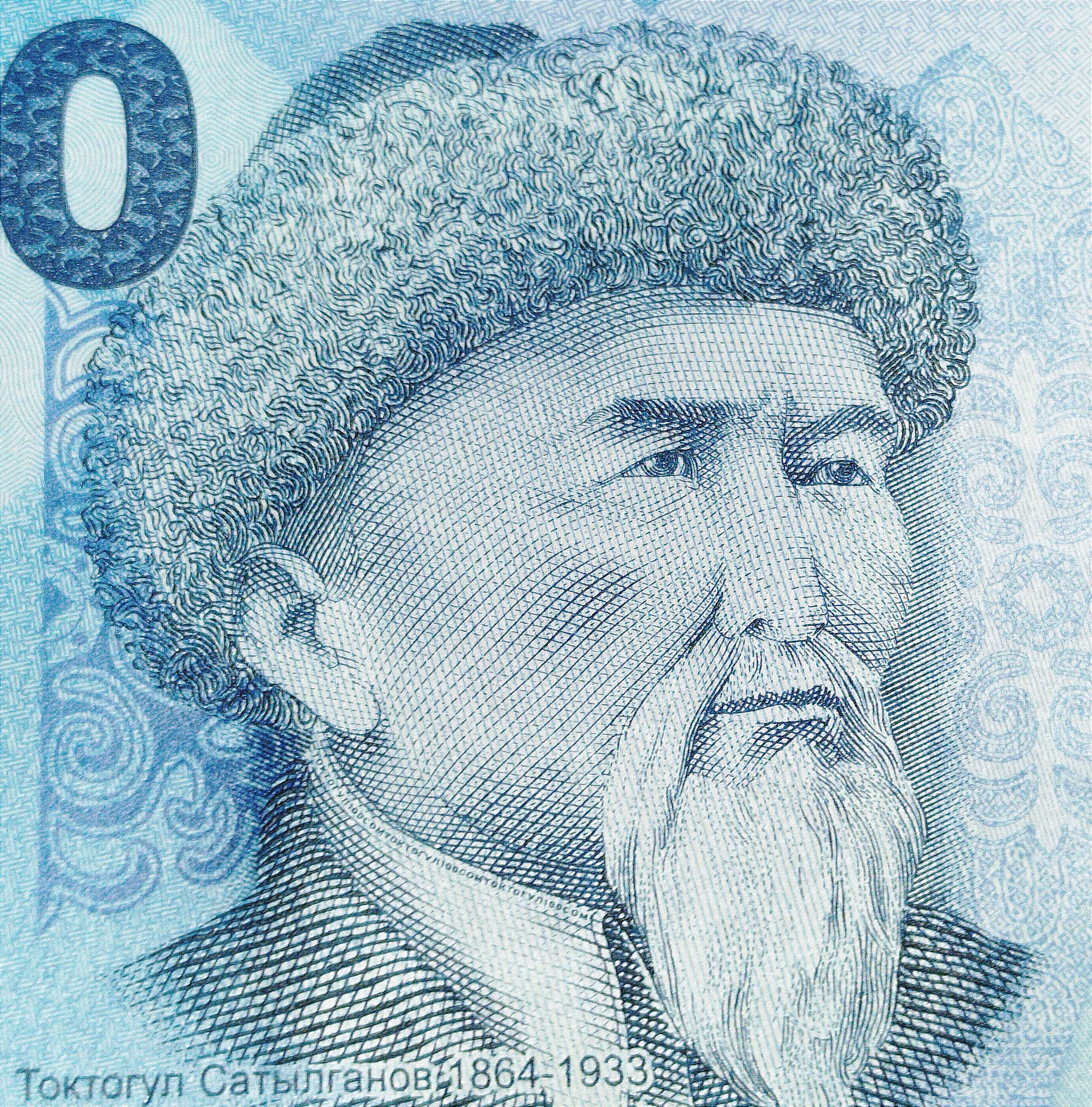
Portret Toktoguła Satyłganowa z banknotu o nominale 100 somów z najnowszej serii obiegowej Kirgistanu 2023.

Toktoguł Satyłganow (kirg. Токтокул Сатылганов, ur. 25 października 1864, zm. 17 lutego 1933) – kirgiski poeta, kompozytor i pieśniarz (akyn) ludowy, autor poezji epickiej piętnującej stosunki społeczne. Od 1898 do 1910 przebywał na zesłaniu na Syberii nakazem władz carskich za pieśni o tematyce wyzwoleńczej (zbiegł). W ZSRR był przewodniczącym Kirgiskiego Związku Literatów.
Jego imieniem nazwano osiedle Toktoguł.